# 橿原市立畝傍北小学校
橿原市立畝傍北小学校（かしはらしりつ うねびきたしょうがっこう）は、奈良県橿原市にある公立小学校。旧畝傍町北部地区を校区としている。

## 特徴
制服は近隣の小学校と同様のイートンの制服が採用されている。外国籍の生徒が多数在籍している小学校である。
開校以来人権学習に力を入れている。
夜には「畝傍夜間中学校」が同校校舎で開設されている。伝統的に識字学習が行われており、近年では市内に住む外国人が日本語学習を行っている。
畝傍夜間中学校が併設されているため校門は施錠していない。そのため、学校休みの日と放課後に校庭を地域の人たちに遊び場として開放している。年末年始も運動場で遊ぶことができるが、夜間に校庭への立ち入りは禁止。
大久保隣保館が隣接し、親が働きに出て留守の家庭の児童を預かっていた。現在は名前を変えて学童保育を行っている。

## 沿革
- 1872年（明治5年）8月5日 - 御坊小学校を信光寺に新設。
- 1886年（明治19年）4月 - 見瀬小学校の分校となる。
- 1894年（明治27年）1月8日 - 白橿北尋常小学校と改称する。
- 1910年（明治43年）4月1日 - 高等科設置白橿北尋常高等小学校となる。
- 1913年（大正2年）10月15日 - 旧校舎完成。
- 1928年（昭和3年）4月1日 - 町制実施に伴い畝傍町立畝傍北尋常高等小学校に認可替え。
- 1941年（昭和16年）4月1日 - 国民学校令により畝傍町立畝傍北国民学校と改称。
- 1947年（昭和22年）4月1日 - 学制改革により畝傍町立畝傍北小学校と改称。
- 1956年（昭和31年）2月11日 - 町村合併により橿原市立畝傍北小学校と改称。
- 1966年（昭和41年）3月20日 - 体育館新設。
- 1969年（昭和44年）2月18日 - 校舎改築工事完成。
- 1973年（昭和48年）7月23日 - 校舎増築工事完了。
- 1981年（昭和56年）12月12日 - 新体育館完成。
- 1982年（昭和57年）5月15日 - 新運動場完成。
- 1996年（平成8年）8月31日 - 校舎大規模改造工事完了[1]。

## 通学区域
- 四条町（今井小学校区に属する四条町の一部を除く）、大久保町、四分町、城殿町、御坊町、栄和町、田中町、山本町[2]

## 進学先中学校
- 橿原市立畝傍中学校